# Phytomyza tenella
Phytomyza tenella är en tvåvingeart som beskrevs av Johann Wilhelm Meigen 1830. Phytomyza tenella ingår i släktet Phytomyza och familjen minerarflugor. Arten är reproducerande i Sverige. Inga underarter finns listade i Catalogue of Life.